# Американская библиотечная ассоциация
Америка́нская библиоте́чная ассоциа́ция (англ. The American Library Association (ALA)) является организацией, которая поддерживает библиотеки и библиотечное профессиональное образование не только в США, но и по всему миру. В её состав входят около 66 000 членов. Ассоциация была основана в 1876 году в Филадельфии. Её основное отделение находится в Чикаго.
Американская библиотечная ассоциация состоит из множества подразделений, наибольшими из которых по числу участников являются библиотечные и рабочие подразделения. Американская библиотечная ассоциация включает в себя также Ассоциацию публичных библиотек (PLA) (подразделений публичных библиотек ALA).
Члены ассоциации могут присоединиться к одному или нескольким филиалам АБА. Всего существуют одиннадцать подразделений ассоциации, которые занимаются студенческими, школьными техническими или общественными библиотеками. Члены ассоциации имеют возможность присоединяться к любому из семнадцати круглых столов, которые объединяют людей вокруг более определённых интересов и проблем.
АБА сотрудничает с региональными, государственными и студенческими образованиями по всей стране. Ассоциация организовывает конференции, участвует в развитии библиотечных стандартов и издает множество книг и периодических изданий. АБА ежегодно присуждает большое число известных книжных премий, наград в сфере средств массовой информации, включая медаль Эндрю Карнеги, медаль Кальдекотта, медаль Джона Ньюбери и Литературную премию Стоунволла .

## Конференции Американской библиотечной ассоциации
Ассоциация проводит ежегодно конференцию, которая является самой крупной в мире библиотечной конференцией и выставкой. Обычно на конференции участвуют более 26 000 библиотекарей, учителей, писателей, представителей издательств и т. д. Во время конференции проходит более 2 000 семинаров и круглых столов, затрагивающих тематику библиотечного дела. Нередко конференции проводятся вместе с Канадской библиотечной ассоциацией.

## Круглые столы
- Round Tables generally
- Ethnic and Multicultural Information Exchange (EMIERT)
- Continuing Library Education Network and Exchange (CLENERT)
- Social Responsibilities Round Table (SRRT)
- Federal and Armed Forces Libraries (FAFLRT)
- Gay, Lesbian, Bisexual, Transgendered (GLBTRT)
- Government Documents (GODORT)
- Intellectual Freedom (IFRT)
- International Relations (IRRT)
- Library History (LHRT)
- Library Instruction (LIRT)
- Library Research (LRRT)
- Library Support Staff Interests (LSSIRT)
- Map and Geography (MAGERT)
- New Members (NMRT)
- Social Responsibilities (SRRT)
- Staff Organizations (SORT)
- Video (VRT)